# Ga Lang Thíp
Ga Lang Thíp là một nhà ga xe lửa tại huyện Văn Yên, tỉnh Yên Bái. Nhà ga là một điểm của đường sắt Hà Nội - Lào Cai và nối với ga Lang Khay với ga Bảo Hà.